# Don Quijote (Bulgakow)
Don Quijote (russisch Дон Кихот Don Kichot) ist ein Theaterstück nach Cervantes in vier Akten des sowjetischen Schriftstellers Michail Bulgakow, dessen Niederschrift am 18. Dezember 1938 in Moskau abgeschlossen wurde. Am 15. März 1941 hatte das Stück im Leningrader Alexandrinski-Theater unter Wladimir Platonowitsch Koschitsch Premiere. Bereits am 27. April 1940 – anderthalb Monate nach dem Tod des Autors – war es im Ostrowski-Theater Kineschma aufgeführt worden. Es folgten in jener Zeit noch die Uraufführungen zwei weiterer Inszenierungen: Ende Januar 1941 im Russischen Theater Petrosawodsk und am 8. April 1941 im Moskauer Wachtangow-Theater.

## Inhalt
Gegen Ende des 16. Jahrhunderts in Spanien:
I
Señor Alonso Quijano, ein Hidalgo aus dem Dorfe La Mancha, nennt sich Don Quijote und ist auf Abenteuer aus. Er hat zu viele Ritterromane gelesen. Aldonsa Lorenzo, ein einfaches Bauernmädchen aus dem Nachbardorf, nennt er seine Gebieterin Dulcinea von Toboso. Für diese Prinzessin will der Ritter, wie sich der Hidalgo nennt, draußen fechten. Als Waffenträger wird ihm Sancho Pansa, der weder lesen noch schreiben kann, zur Seite stehen. Don Quijote hat dem Getreuen ein Königreich versprochen. Sancho Pansa kann sich seine Frau Juana Teresa, eine einfache Bäuerin, mit Königskrone nicht vorstellen und möchte bescheiden bleiben. Die Herrschaft als Statthalter über eine Provinz würde ihm genügen. Als Realist nennt er seinen Herrn, der mit einem Barbierbecken als Helm ins Feld zieht, den Ritter von der traurigen Gestalt. Während Sancho Pansa sein Eselchen als Reittier bevorzugt, nennt Don Quijote seinen Klepper Rosinante.
Die erste Schlacht draußen gegen rotierende Windmühlenflügel geht verloren. Don Quijotes Lanze liegt zertrümmert. Sancho Pansa glaubt den Ritter tot. Don Quijote rappelt sich auf. Für den nächsten Kampf wird die Lanzenspitze an einem herumliegenden stabilen Ast befestigt. Das zweite Abenteuer folgt sogleich. Sancho Pansa und Don Quijote halten eine kleine Reisegesellschaft, bestehend aus zwei Benediktinermönchen und ihren Dienern, für „hinterlistiges Gesindel“. Auf reiche Beute hoffend, greifen die beiden an. Die Diener ringen die Angreifer nieder.
Vorbeiziehende Pferdetreiber werden in Abenteuer No. 3 von Sancho Pansa geohrfeigt. Die Quittung: Alle zwölf Treiber schlagen die zwei zusammen.
II
Palomeque, der Linkshänder, betreibt eine Schenke. Don Quijote – von der letzten Rauferei noch arg lädiert – stellt sich diesem „Señor Kastellan“ als Ritter vom Orden der Fahrenden vor. Die zwei Ankömmlinge brauen einen Balsam aus Rotwein, Knoblauch, reichlich Salz, rotem Pfeffer, Eicheln, Essig, Lampenöl und Vitriol. Diese Essenz soll angeblich einen in der Schlacht mit dem Schwert halbierten Ritter kitten. Palomeque nimmt das Gebräu gegen seine Kreuzschmerzen. Don Quijote fällt nach dem Genuss des Getränks um, steht wieder auf und nimmt sich als nächsten Gegner Tenorio Hernandez, einen Gast Palomeques, vor. Der „Ritter“ glaubt den Feind besiegt, weil Blut in Strömen fließt. Don Quijote hat aber lediglich einen Weinschlauch aufgeschlitzt. Der Wirt wirft die beiden zahlungsunfähigen Fahrenden hinaus.
Daheim in La Mancha hecken Don Quijotes Nichte Antonia und deren Freunde einen Plan zur Heimholung des „Ritters“ aus. Wo aber hält sich Don Quijote eigentlich gerade auf? Sancho Pansa kehrt heim und verrät den Aufenthaltsort: in einer Felsschlucht der Sierra Morena.
III
Antonia, als Prinzessin verkleidet, geleitet den Onkel nach La Mancha heim. Antonias Geliebter, ein Bakkalaureus namens Simson Carrasco, der das Gut seines Vaters in La Mancha geerbt hat, hilft bei der endgültigen Heimholung des Ritters. Don Quijote kann nämlich zu Hause nicht glücklich sein. Dulcinea ist weg. Ihm träumte, die Schöne sei am Hofe des Herzogs auffindbar. Der Ritter macht sich in nordöstlicher Richtung auf den Weg. Sancho, der ihn begleitet, wird vom Herzog tatsächlich zum Statthalter einer Insel ernannt und fällt als amtierender Richter auf dem Eiland einige fast salomonische Urteile. Er hat aber rasch das Regieren und Richten satt. Sancho Pansa möchte lieber in La Mancha Weinbauer bleiben.
IV
Simson folgt den Fahrenden als Ritter des Weißen Mondes verkleidet. Der Bakkalaureus fordert Don Quijote im Beisein des Herzogs zum Zweikampf. Denn eine Streitfrage ist nicht anders entscheidbar: Welche Angebetete der beiden Kämpen ist von größerem Liebreiz – Dulcinea oder Antonia? Don Quijote wird besiegt. Ihm wurde von Simson das Schlüsselbein gebrochen. Der Ritter tritt die Heimreise an. Er sieht ein, Dulcinea ist Aldonsa und er Alonso Quijano, der Gutmütige. Er bedankt sich bei Simson für den Schlag aufs Schlüsselbein, der ihm den Wahnsinn austrieb.
Antonia küsst Simson. Bevor Don Quijote stirbt, gibt er zu, Antonia ist schöner als Aldonsa und wünscht, die Nichte möge diesen Mann, dem die Seele eines Ritters innewohnt, heiraten.

## Deutschsprachige Ausgaben
Verwendete Ausgabe:
- Don Quijote. Stück nach Cervantes in vier Akten und neun Bildern. Aus dem Russischen von Thomas Reschke. S. 201–290 in Ralf Schröder (Hrsg.): Bulgakow. Don Quijote. Stücke. Volk & Welt, Berlin 1996, ISBN 3-353-00953-1 (= Bd. 12.1: Gesammelte Werke (13 Bde.))